# Districte de Créteil
El Districte de Créteil és un dels tres districtes amb què es divideix el departament de Val-de-Marne, a la regió de l'Illa de França. Té 14 cantons i 23 municipis. El cap del districte és la prefectura de Créteil.

## Composició

### Cantons
- Alfortville
- Charenton-le-Pont (en part)
- Choisy-le-Roi
- Créteil-1
- Créteil-2
- Ivry-sur-Seine
- Maisons-Alfort
- Orly
- Plateau briard (en part)
- Saint-Maur-des-Fossés-1
- Saint-Maur-des-Fossés-2 (en part)
- Villeneuve-Saint-Georges
- Vitry-sur-Seine-1
- Vitry-sur-Seine-2

### Municipis
Els municipis del districte de Créteil, i el seu codi INSEE, son:
1. Ablon-sur-Seine (94001)
2. Alfortville (94002)
3. Boissy-Saint-Léger (94004)
4. Bonneuil-sur-Marne (94011)
5. Charenton-le-Pont (94018)
6. Choisy-le-Roi (94022)
7. Créteil (94028)
8. Ivry-sur-Seine (94041)
9. Limeil-Brévannes (94044)
10. Maisons-Alfort (94046)
11. Mandres-les-Roses (94047)
12. Marolles-en-Brie (94048)
13. Orly (94054)
14. Périgny (94056)
15. Saint-Maur-des-Fossés (94068)
16. Saint-Maurice (94069)
17. Santeny (94070)
18. Sucy-en-Brie (94071)
19. Valenton (94074)
20. Villecresnes (94075)
21. Villeneuve-Saint-Georges (94078)
22. Villeneuve-le-Roi (94077)
23. Vitry-sur-Seine (94081)